# Гаврилюк, Александр Акимович

Мемориальная плита писателям Александру Гаврилюку и Степану Тудору во Львове, на месте гибели на улице Дорошенко (ныне уничтожена)

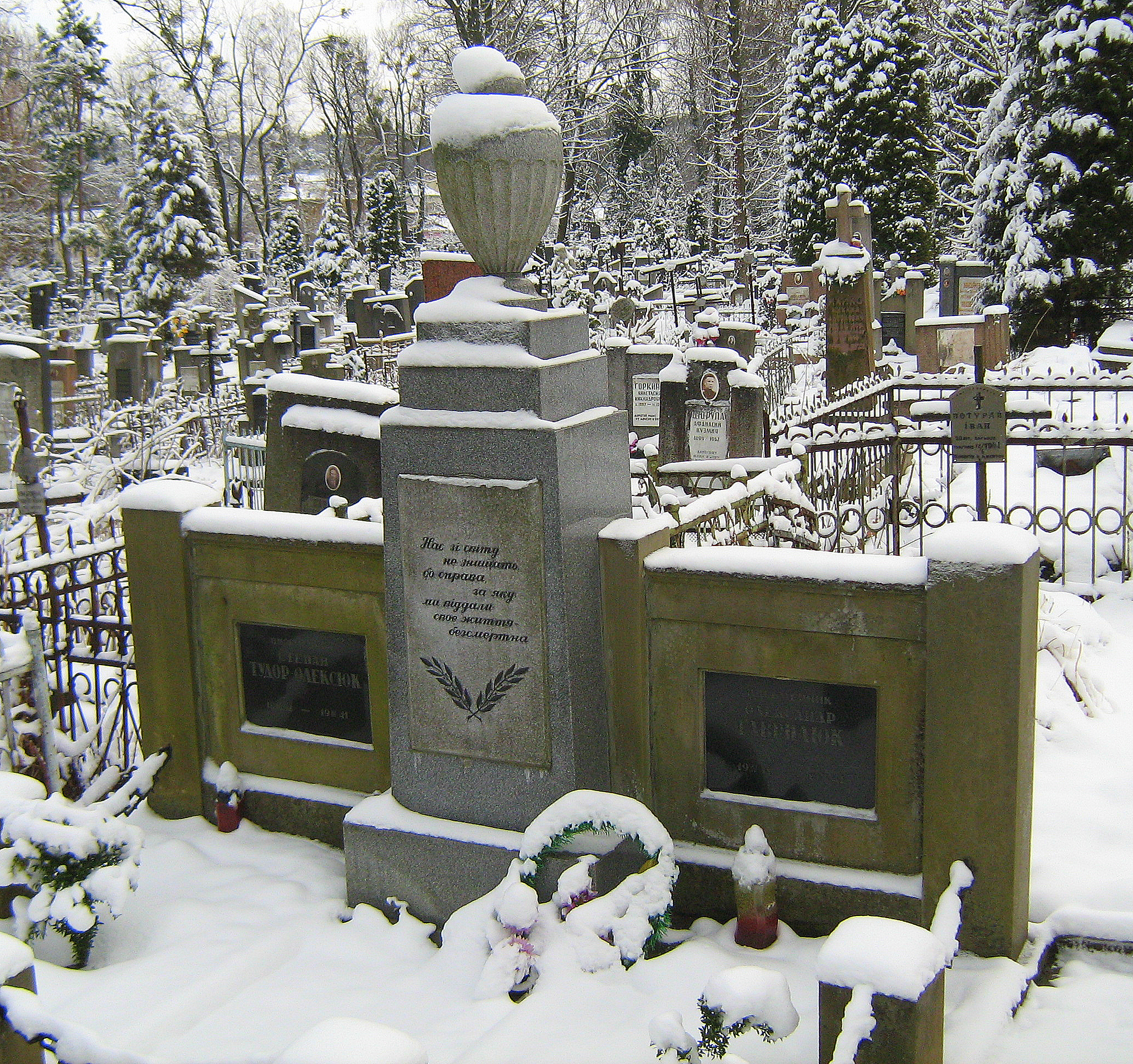
Общая могила С. Тудора и А. Гаврилюка на Лычаковском кладбище во Львове

Алекса́ндр Аки́мович Гаврилю́к (10 [23] апреля 1911, с. Заболотье Бельского уезда, Седлецкая губерния, Российская империя, ныне Польша, — 22 июня 1941, Львов, УССР) — украинский писатель и поэт, литературный критик, публицист.

## Биография
Родился в крестьянской семье. Активный участник коммунистического подполья на западно-белорусских и западно — украинских землях. В 1929 году вступил в Коммунистическую партию Западной Белоруссии, секретарь её уездного комитета.
Работал в подпольной газете ЦК КПЗУ во Львове. Был членом Группы западноукраинских пролетарских писателей «Горно», к которой входили писатели Ярослав Галан и Степан Тудор. Один из организаторов и участников Антифашистского конгресса деятелей культуры 1936 во Львове.
В 1929—1939 годах 14 раз подвергался арестам польской полицией, дважды находился в концентрационном лагере Берёза-Картузская, из которого в сентябре 1939 его освободила Красная Армия.
Литературную деятельность начал в 1929 г. Первое стихотворение Александра Гаврилюка «Воспоминания политзаключённого» написал в тюрьме (впоследствии слова стихотворения стали текстом популярной революционной песни). В поэме «Львов» (1939) отразил рабочее движение во Львове в 1936 году. Автор памфлета против украинских националистов «Паны и панычи над „Кобзарём“» (изд. 1936). В своей поэме «Песня из Берёзы» (1937) и в повести «Берёза» (1941) изобразил борьбу узников концлагеря.
Известен также как публицист и литературный критик (статьи «Пальцы на горле», «Учимся понимать и воспринимать поэзию» и др.).
С 1940 г. — член Союза советских писателей Украины, директор Львовского филиала Литературного фонда.
Погиб вместе со Степаном Тудором в первый день Великой Отечественной войны во Львове от случайного попадания немецкой авиабомбы. В 1957 в его честь в Киеве была названа улица. Ранее во Львове именем А. Гаврилюка была названа улица (в настоящее время — переименована).
Похоронен на Лычаковском кладбище в одной могиле с С. Тудором.

## Сочинения
- Гаврилюк О. Поезії. — Киев, 1941;
- Вибране. — Киев, 1955;
- Песни из Березы. — М., 1954.